# Dasiops curubae
Dasiops curubae är en tvåvingeart som beskrevs av Steyskal 1980. Dasiops curubae ingår i släktet Dasiops och familjen stjärtflugor.
Artens utbredningsområde är Colombia. Inga underarter finns listade i Catalogue of Life.